# Stan naprężenia
Stan naprężenia powstaje w ośrodku materialnym pod wpływem działających na niego obciążeń. Stan ten jest opisany jednoznacznie przez jego tensor naprężeń, określony w każdym punkcie ośrodka. Jego elementy opisują wartości naprężeń normalnych i stycznych, działających w tym punkcie.
Każdemu stanowi naprężenia odpowiada stan odkształcenia opisany tensorem odkształcenia. Elementy tego tensora opisują wartości: 1) odkształceń liniowych - powodujących tylko zmianę objętości elementarnego sześcianu otaczającego rozważany punkt ośrodka i 2) odkształceń kątowych – towarzyszących zmianie kształtu tego sześcianu w elementarny równoległościan przy zachowaniu niezmiennej wartości jego objętości.